# Spoláïta
Spoláïta (Spolaita) är en ort i Grekland.   Den ligger i prefekturen Nomós Aitolías kai Akarnanías och regionen Västra Grekland, i den centrala delen av landet, 220 km väster om huvudstaden Aten. Spoláïta ligger 161 meter över havet och antalet invånare är 548.
Terrängen runt Spoláïta är kuperad åt nordost, men åt sydväst är den platt. Runt Spoláïta är det ganska tätbefolkat, med 116 invånare per kvadratkilometer. Närmaste större samhälle är Agrínio, 10,0 km sydost om Spoláïta. Trakten runt Spoláïta består till största delen av jordbruksmark.